# Юлти
Юлти́ (рос. Юлты) — село у складі Червоногвардійського району Оренбурзької області, Росія.

## Населення
Населення — 306 осіб (2010; 403 у 2002).
Національний склад (станом на 2002 рік):
- башкири — 96 %